# The Rugby Championship 2018
Navigation
The Rugby Championship 2017 The Rugby Championship 2019
Le Rugby Championship 2018 est une compétition de rugby à XV qui oppose les sélections d'Afrique du Sud (Springboks), d'Argentine (Pumas), d'Australie (Wallabies) et de Nouvelle-Zélande (All Blacks).

## Calendrier
| 18 août | ANZ Stadium, Sydney        | Australie      | 13 - 38 | Nouvelle-Zélande |
| 18 août | Kings Park Stadium, Durban | Afrique du Sud | 34 - 21 | Argentine        |

| 25 août | Eden Park, Auckland                  | Nouvelle-Zélande | 40 - 12 | Australie      |
| 25 août | Estadio Malvinas Argentinas, Mendoza | Argentine        | 32 - 19 | Afrique du Sud |

| 8 septembre | Trafalgar Park, Nelson    | Nouvelle-Zélande | 46 - 24 | Argentine      |
| 8 septembre | Suncorp Stadium, Brisbane | Australie        | 23 - 18 | Afrique du Sud |

| 15 septembre | Westpac Stadium, Wellington             | Nouvelle-Zélande | 34 - 36 | Afrique du Sud |
| 15 septembre | Cbus Super Stadium, Robina - Gold Coast | Australie        | 19 - 23 | Argentine      |

| 29 septembre | Nelson Mandela Bay Stadium, Port Elizabeth | Afrique du Sud | 23 - 12 | Australie        |
| 30 septembre | Estadio José Amalfitani, Buenos Aires      | Argentine      | 17 - 35 | Nouvelle-Zélande |

| 6 octobre | Loftus Versfeld Stadium, Pretoria       | Afrique du Sud | 30 - 32 | Nouvelle-Zélande |
| 7 octobre | Estadio Padre Ernesto Martearena, Salta | Argentine      | 34 - 45 | Australie        |

## Classement
| Rang | Nation               | J | V | N | D | Bo | Bd | Pm  | Pe  | Diff | Pts |
| ---- | -------------------- | - | - | - | - | -- | -- | --- | --- | ---- | --- |
| 1    | Nouvelle-Zélande (T) | 6 | 5 | 0 | 1 | 4  | 1  | 225 | 132 | +93  | 25  |
| 2    | Afrique du Sud       | 6 | 3 | 0 | 3 | 1  | 2  | 160 | 154 | +6   | 15  |
| 3    | Australie            | 6 | 2 | 0 | 4 | 0  | 1  | 124 | 176 | -52  | 9   |
| 4    | Argentine            | 6 | 2 | 0 | 4 | 0  | 0  | 151 | 198 | -47  | 8   |

|  | Vainqueur de la compétition |
|  | T : Tenante du titre 2017.  |

## Acteurs de la compétition

### Joueurs
Cette liste énumère les effectifs des équipes participantes au Rugby Championship 2018. Durant la compétition, les entraîneurs ont la possibilité de faire des changements et de sélectionner de nouveaux joueurs pour des raisons tactiques ou à la suite de blessures.

#### Afrique du Sud
Ci-dessous, le groupe convoqué par Johan Erasmus pour la compétition :
| Entraîneur | Entraîneur             | Johan Erasmus                                                                               |
| Avants     | Pilier                 | Thomas du Toit, Steven Kitshoff, Vincent Koch, Wilco Louw, Frans Malherbe, Tendai Mtawarira |
| Avants     | Talonneur              | Schalk Brits, Malcolm Marx, Bongi Mbonambi, Akker van der Merwe                             |
| Avants     | Deuxième ligne         | Pieter-Steph du Toit, Eben Etzebeth, Franco Mostert, Marvin Orie, RG Snyman                 |
| Avants     | Troisième ligne aile   | Jean-Luc du Preez, Siya Kolisi (cap.), Francois Louw, Sikhumbuzo Notshe, Marco van Staden   |
| Avants     | Troisième ligne centre | Warren Whiteley                                                                             |
| Arrières   | Demi de mêlée          | Ross Cronjé, Faf de Klerk, Embrose Papier, Ivan van Zyl                                     |
| Arrières   | Demi d'ouverture       | Elton Jantjies, Handré Pollard, Damian Willemse                                             |
| Arrières   | Centre                 | Lukhanyo Am, Damian de Allende, André Esterhuizen, Jesse Kriel, Lionel Mapoe, Ruhan Nel     |
| Arrières   | Ailier                 | Aphiwe Dyantyi, Cheslin Kolbe, Makazole Mapimpi, Lwazi Mvovo, S'busiso Nkosi                |
| Arrières   | Arrière                | Willie le Roux                                                                              |

#### Argentine
Ci-dessous, le groupe convoqué par Mario Ledesma pour la compétition :
| Entraîneur | Entraîneur             | Mario Ledesma |
| Avants     | Pilier                 | Gaston Cortes, Juan Figallo, Santiago García Botta, Ramiro Herrera, Santiago Medrano, Nahuel Tetaz Chaparro, Juan Pablo Zeiss |
| Avants     | Talonneur              | Facundo Bosch, Agustín Creevy, Diego Fortuny, Julián Montoya                                                                  |
| Avants     | Deuxième ligne         | Matías Alemanno, Ignacio Larrague, Tomás Lavanini, Guido Petti Pagadizábal                                                    |
| Avants     | Troisième ligne aile   | Marcos Kremer, Juan Manuel Leguizamon, Pablo Matera, Tomás Lezana                                                             |
| Avants     | Troisième ligne centre | Javier Ortega Desio |
| Arrières   | Demi de mêlée          | Gonzalo Bertranou, Tomás Cubelli, Martín Landajo                                                                              |
| Arrières   | Demi d'ouverture       | Joaquín Díaz Bonilla, Nicolás Sánchez                                                                                         |
| Arrières   | Centre                 | Bautista Ezcurra, Santiago González Iglesias, Matías Moroni, Matías Orlando                                                   |
| Arrières   | Ailier                 | Sebastián Cancelliere, Bautista Delguy, Manuel Montero, Ramiro Moyano                                                         |
| Arrières   | Arrière                | Emiliano Boffelli, Juan Cruz Mallía                                                                                           |

#### Australie
Ci-dessous, le groupe convoqué par Michael Cheika pour la compétition :
| Entraîneur | Entraîneur             | Michael Cheika                                                                          |
| Avants     | Pilier                 | Jermaine Ainsley, Allan Alaalatoa, Sekope Kepu, Tom Robertson, Scott Sio, Taniela Tupou |
| Avants     | Talonneur              | Folau Fainga'a, Tolu Latu, Brandon Paenga-Amosa, Tatafu Polota-Nau                      |
| Avants     | Deuxième ligne         | Rory Arnold, Adam Coleman, Izack Rodda, Rob Simmons, Lukhan Tui                         |
| Avants     | Troisième ligne aile   | Angus Cottrell, Ned Hanigan, Michael Hooper (cap.), Caleb Timu                          |
| Avants     | Troisième ligne centre | David Pocock, Peter Samu                                                                |
| Arrières   | Demi de mêlée          | Will Genia, Jake Gordon, Nick Phipps, Joe Powell                                        |
| Arrières   | Demi d'ouverture       | Bernard Foley, Matt Toomua                                                              |
| Arrières   | Centre                 | Kurtley Beale, Reece Hodge, Bill Meakes, Jordan Petaia, Curtis Rona                     |
| Arrières   | Ailier                 | Tom Banks, Marika Koroibete, Jack Maddocks, Sefanaia Naivalu                            |
| Arrières   | Arrière                | Israel Folau, Dane Haylett-Petty                                                        |

#### Nouvelle-Zélande
Ci-dessous, le groupe convoqué par Steve Hansen pour la compétition :
| Entraîneur | Entraîneur             | Steve Hansen                                                                                |
| Avants     | Pilier                 | Tim Perry, Karl Tu’inukuafe, Ofa Tu'ungafasi, Owen Franks, Joe Moody, Jeffery Toomaga-Allen |
| Avants     | Talonneur              | Nathan Harris, Codie Taylor                                                                 |
| Avants     | Deuxième ligne         | Scott Barrett, Brodie Retallick, Luke Romano, Sam Whitelock (cap.)                          |
| Avants     | Troisième ligne aile   | Sam Cane, Shannon Frizell, Vaea Fifita, Ardie Savea, Liam Squire, Matt Todd, Luke Whitelock |
| Avants     | Troisième ligne centre | Kieran Read                                                                                 |
| Arrières   | Demi de mêlée          | Te Toiroa Tahuriorangi, TJ Perenara, Aaron Smith                                            |
| Arrières   | Demi d'ouverture       | Beauden Barrett, Damian McKenzie, Richie Mo'unga                                            |
| Arrières   | Centre                 | Ryan Crotty, Jack Goodhue, Ngani Laumape, Anton Lienert-Brown, Sonny Bill Williams          |
| Arrières   | Ailier                 | Rieko Ioane, Nehe Milner-Skudder, Waisake Naholo                                            |
| Arrières   | Arrière                | Jordie Barrett, Ben Smith                                                                   |

### Arbitres
| Rugby Europe                                                                                | Oceania Rugby                                 | Rugby Afrique |
| ------------------------------------------------------------------------------------------- | --------------------------------------------- | ------------- |
| - Wayne Barnes - Jérôme Garcès - Pascal Gaüzère - John Lacey - Nigel Owens - Mathieu Raynal | - Glen Jackson - Angus Gardner - Ben O'Keeffe | - Jaco Peyper |

## Feuilles de matches

### 1rejournée
| Samedi 18 août 2018 | Australie                                                                                          | 13 - 38 (6-5) | Nouvelle-Zélande | ANZ Stadium, Sydney Arbitre : Jaco Peyper |
| Samedi 18 août 2018 | Essai(s) : Maddocks (64e) Transformation(s) : Foley (67e) Pénalité(s) : 2 Hodge (10e), Foley (21e) |               | Essai(s) : 6 Smith (39e), Goodhue (43e), B. Barrett (52e) Retallick (63e), Naholo (74e, 75e) Transformation(s) : 4/6 B. Barrett (44e, 53e, 65e, 77e) | ANZ Stadium, Sydney Arbitre : Jaco Peyper |
| Samedi 18 août 2018 | |               | | ANZ Stadium, Sydney Arbitre : Jaco Peyper |

| Titulaires · 64e Israel Folau 15 · 54e Dane Haylett-Petty 14 · Reece Hodge 13 · Kurtley Beale 12 · Marika Koroibete 11 · Bernard Foley 10 · 74e Will Genia 09 · David Pocock 08 · 74e Michael Hooper 07 · Lukhan Tui 06 · Adam Coleman 05 · 65e Izack Rodda 04 · 35e 41e 59e Sekope Kepu 03 · 46e Tatafu Polota-Nau 02 · 74e Tom Robertson 01 · Remplaçants · 46e Tolu Latu 16 · 59e Allan Alaalatoa 17 · 35e 41e 74e Jermaine Ainsley 18 · 65e Rob Simmons 19 · 74e Peter Samu 20 · 74e Nick Phipps 21 · 64e Matt Toomua 22 · 54e 64e Jack Maddocks 23 · Entraîneur · Michael Cheika |  | Titulaires · 15 Ben Smith · 14 Waisake Naholo 74e 75e · 13 Jack Goodhue 43e · 12 Ryan Crotty 13e · 11 Rieko Ioane 47e · 10 Beauden Barrett 52e · 09 Aaron Smith 39e 68e · 08 Kieran Read · 07 Sam Cane 70e · 06 Liam Squire 59e · 05 Sam Whitelock · 04 Brodie Retallick 63e · 03 Owen Franks 59e · 02 Codie Taylor 68e · 01 Joe Moody 54e · Remplaçants · 16 Nathan Harris 68e · 17 Tim Perry 54e · 18 Karl Tu’inukuafe 59e · 19 Scott Barrett 59e · 20 Ardie Savea 70e · 21 TJ Perenara 68e · 22 Damian McKenzie 47e · 23 Anton Lienert-Brown 13e · Entraîneur · Steve Hansen |

| Samedi 18 août 2018 | Afrique du Sud | 34 - 21 (10-14) | Argentine                                                                                              | Kings Park Stadium, Durban Arbitre : Ben O'Keeffe |
| Samedi 18 août 2018 | Essai(s) : 6 Am (8e), Dyantyi (32e, 42e), Mapimpi (49e, 53e), De Klerk (70e) Transformation(s) : 2/6 Pollard (44e, 71e) |                 | Essai(s) : 3 Sanchez (15e), Matera (27e), Moroni (67e) Transformation(s) : 3/3 Sanchez (16e, 29e, 67e) | Kings Park Stadium, Durban Arbitre : Ben O'Keeffe |
| Samedi 18 août 2018 | |                 | | Kings Park Stadium, Durban Arbitre : Ben O'Keeffe |

| Titulaires · Willie le Roux 15 · 49e 53e Makazole Mapimpi 14 · 8e 73e Lukhanyo Am 13 · 63e André Esterhuizen 12 · 32e 42e 74e Aphiwe Dyantyi 11 · Handre Pollard 10 · 70e Faf de Klerk 09 · Warren Whiteley 08 · Siya Kolisi 07 · 60e François Louw 06 · Pieter-Steph du Toit 05 · Eben Etzebeth 04 · 58e Frans Malherbe 03 · 65e Malcolm Marx 02 · 52e Tendai Mtawarira 01 · Remplaçants · 65e Bongi Mbonambi 16 · 52e Steven Kitshoff 17 · 58e Thomas du Toit 18 · Marvin Orie 19 · 60e Marco van Staden 20 · 74e Embrose Papier 21 · 73e Lionel Mapoe 22 · 63e Damian Willemse 23 · Entraîneur · Johan Erasmus |  | Titulaires · 15 Emiliano Boffelli · 14 Bautista Delguy · 13 Matías Moroni 67e · 12 Bautista Ezcurra 80e · 11 Ramiro Moyano · 10 Nicolas Sanchez 15e · 09 Gonzalo Bertranou 63e · 08 Javier Ortega Desio · 07 Marcos Kremer · 06 Pablo Matera 27e 51e · 05 Matías Alemanno 54e · 04 Guido Petti Pagadizábal · 03 Juan Figallo 63e · 02 Agustín Creevy 72e · 01 Nahuel Tetaz Chaparro 51e · Remplaçants · 16 Diego Fortuny 72e · 17 Santiago García Botta 51e · 18 Santiago Medrano 63e · 19 Tomás Lavanini 54e · 20 Tomás Lezana 51e · 21 Martín Landajo 63e · 22 Santiago González Iglesias 80e · 23 Juan Cruz Mallia · Entraîneur · Mario Ledesma |

### 2ejournée
| Samedi 25 août 2018 | Nouvelle-Zélande | 40 - 12 (14-7) | Australie                                                                 | Eden Park, Auckland Arbitre : Wayne Barnes |
| Samedi 25 août 2018 | Essai(s) : 6 B. Barrett (13e, 38e, 62e, 69e), Moody (43e), Squire (48e) Transformation(s) : 5/6 B. Barrett (14e, 39e, 44e, 49e, 63e) |                | Essai(s) : 2 Genia (30e), Hodge (55e) Transformation(s) : 1/2 Foley (30e) | Eden Park, Auckland Arbitre : Wayne Barnes |
| Samedi 25 août 2018 | |                |                                                                           | Eden Park, Auckland Arbitre : Wayne Barnes |

| Titulaires · 67e Jordie Barrett 15 · Ben Smith 14 · 63e Jack Goodhue 13 · Ngani Laumape 12 · Waisake Naholo 11 · 13e 38e 62e 69e Beauden Barrett 10 · 63e Aaron Smith 09 · Kieran Read 08 · 53e Sam Cane 07 · 48e 56e Liam Squire 06 · Sam Whitelock 05 · Brodie Retallick 04 · 52e Owen Franks 03 · 56e Codie Taylor 02 · 43e 56e Joe Moody 01 · Remplaçants · 56e Nathan Harris 16 · 56e Karl Tu’inukuafe 17 · 52e Ofa Tu'ungafasi 18 · 56e Scott Barrett 19 · 53e Ardie Savea 20 · 63e TJ Perenara 21 · 67e Damian McKenzie 22 · 63e Anton Lienert-Brown 23 · Entraîneur · Steve Hansen |  | Titulaires · 15 Dane Haylett-Petty 65e · 14 Jack Maddocks · 13 Reece Hodge 55e · 12 Kurtley Beale · 11 Marika Koroibete · 10 Bernard Foley 71e · 09 Will Genia 29e 71e · 08 David Pocock · 07 Michael Hooper 71e · 06 Lukhan Tui · 05 Adam Coleman · 04 Izack Rodda 52e · 03 Allan Alaalatoa 52e · 02 Tatafu Polota-Nau 53e · 01 Scott Sio 52e · Remplaçants · 16 Folau Fainga'a 53e · 17 Tom Robertson 52e · 18 Sekope Kepu 52e · 19 Rob Simmons 52e · 20 Peter Samu 71e · 21 Nick Phipps 71e · 22 Matt Toomua 65e · 23 Thomas Banks 71e · Entraîneur · Michael Cheika |

| Samedi 25 août 2018 | Argentine | 32 - 19 (27-7) | Afrique du Sud | Estadio Malvinas Argentinas, Mendoza Arbitre : Angus Gardner |
| Samedi 25 août 2018 | Essai(s) : 4 Delguy (19e, 23e), Sanchez (27e), Moyano (46e) Transformation(s) : 3/4 Sanchez (20e, 24e, 28e) Pénalité(s) : Sanchez (5e) Drop(s) : Sanchez (37e) |                | Essai(s) : 3 Kolisi (14e), Mapoe (48e, 65e) Transformation(s) : 2/2 Pollard (5e, 49e) Carton(s) jaune(s) : Etzebeth (25e) | Estadio Malvinas Argentinas, Mendoza Arbitre : Angus Gardner |
| Samedi 25 août 2018 | |                | | Estadio Malvinas Argentinas, Mendoza Arbitre : Angus Gardner |

| Titulaires · Emiliano Boffelli 15 · 19e 23e Bautista Delguy 14 · Matías Moroni 13 · 80e Bautista Ezcurra 12 · 46e 58e Ramiro Moyano 11 · 27e Nicolas Sanchez 10 · 69e Gonzalo Bertranou 09 · Javier Ortega Desio 08 · Marcos Kremer 07 · 60e Pablo Matera 06 · 72e Tomás Lavanini 05 · Guido Petti Pagadizábal 04 · 69e Juan Figallo 03 · 77e Agustín Creevy 02 · 64e Nahuel Tetaz Chaparro 01 · Remplaçants · 77e Facundo Bosch 16 · 64e Santiago García Botta 17 · 69e Santiago Medrano 18 · 72e Matías Alemanno 19 · 60e Tomás Lezana 20 · 69e Tomás Cubelli 21 · 58e Jerónimo De La Fuente 22 · 80e Juan Cruz Mallia 23 · Entraîneur · Mario Ledesma |  | Titulaires · 15 Willie le Roux · 14 Makazole Mapimpi 12e · 13 Lukhanyo Am · 12 André Esterhuizen 63e · 11 Aphiwe Dyantyi · 10 Handre Pollard · 09 Faf de Klerk · 08 Warren Whiteley 53e 63e · 07 Siya Kolisi 14e · 06 François Louw · 05 Franco Mostert 63e · 04 Eben Etzebeth 25e 47e · 03 Frans Malherbe 63e · 02 Malcolm Marx 72e · 01 Tendai Mtawarira 43e · Remplaçants · 16 Bongi Mbonambi 72e · 17 Steven Kitshoff 43e · 18 Wilco Louw 63e · 19 RG Snyman 53e · 20 Pieter-Steph du Toit 47e · 21 Embrose Papier · 22 Lionel Mapoe 12e 48e 65e · 23 Damian Willemse 63e · Entraîneur · Johan Erasmus |

### 3ejournée
| Samedi 8 septembre 2018 | Nouvelle-Zélande | 46 - 24 (18-7) | Argentine | Trafalgar Park, Nelson Arbitre : Pascal Gaüzère |
| Samedi 8 septembre 2018 | Essai(s) : 6 Milner-Skudder (18e), Perenara (30e, 58e), Read (49e), Frizell (74e), Goodhue (80e) Transformation(s) : 5/6 Mo'unga (20e, 51e, 59e, 74e, 80e+1) Pénalité(s) : 2 Mo'unga (5e, 40e+2) |                | Essai(s) : 3 Moyano (15e), Sanchez (42e), Boffelli (70e) Transformation(s) : 3/3 Sanchez (16e, 43e, 71e) Pénalité(s) : Sanchez (56e) | Trafalgar Park, Nelson Arbitre : Pascal Gaüzère |
| Samedi 8 septembre 2018 | |                | | Trafalgar Park, Nelson Arbitre : Pascal Gaüzère |

| Titulaires · 10e 20e Ben Smith 15 · 18e Nehe Milner-Skudder 14 · 80e Jack Goodhue 13 · 10e Ngani Laumape 12 · 59e Waisake Naholo 11 · Richie Mo'unga 10 · 30e 58e 72e TJ Perenara 09 · 49e 59e Kieran Read 08 · Ardie Savea 07 · 74e Shannon Frizell 06 · Scott Barrett 05 · 10e Brodie Retallick 04 · 47e Owen Franks 03 · 63e Codie Taylor 02 · 59e Karl Tu’inukuafe 01 · Remplaçants · 63e Nathan Harris 16 · 59e Tim Perry 17 · 47e Ofa Tu'ungafasi 18 · 10e Sam Whitelock 19 · 59e Luke Whitelock 20 · 72e Te Toiroa Tahuriorangi 21 · 10e 20e 59e Damian McKenzie 22 · 10e Anton Lienert-Brown 23 · Entraîneur · Steve Hansen |  | Titulaires · 15 Emiliano Boffelli 70e · 14 Bautista Delguy · 13 Matías Moroni 65e · 12 Jerónimo De La Fuente · 11 Ramiro Moyano 15e · 10 Nicolas Sanchez 42e · 09 Martín Landajo 63e · 08 Javier Ortega Desio · 07 Marcos Kremer · 06 Tomás Lezana 63e · 05 Tomás Lavanini · 04 Guido Petti Pagadizábal 59e · 03 Nahuel Tetaz Chaparro 51e · 02 Agustín Creevy 51e · 01 Santiago García Botta 59e · Remplaçants · 16 Julián Montoya 51e · 17 Juan Pablo Zeiss 59e · 18 Gaston Cortes 51e · 19 Matías Alemanno 59e · 20 Pablo Matera 63e · 21 Tomás Cubelli 63e · 22 Bautista Ezcurra · 23 Juan Cruz Mallia 65e · Entraîneur · Mario Ledesma |

| Samedi 8 septembre 2018 | Australie | 23 - 18 (17-18) | Afrique du Sud | Suncorp Stadium, Brisbane Arbitre : Glen Jackson |
| Samedi 8 septembre 2018 | Essai(s) : 2 Hooper (2e), Toomua (33e) Transformation(s) : 2/2 Toomua (3e, 34e) Pénalité(s) : 3 Hodge (40e+3), Toomua (55e, 69e) |                 | Essai(s) : 2 Mbonambi (14e), Mapimpi (28e) Transformation(s) : 1/2 Jantjies (16e) Pénalité(s) : 2 Jantjies (7e, 39e) | Suncorp Stadium, Brisbane Arbitre : Glen Jackson |
| Samedi 8 septembre 2018 | |                 | | Suncorp Stadium, Brisbane Arbitre : Glen Jackson |

| Titulaires · Dane Haylett-Petty 15 · 62e Jack Maddocks 14 · 69e 76e Reece Hodge 13 · 33e Matt Toomua 12 · 76e Marika Koroibete 11 · Kurtley Beale 10 · Will Genia 09 · Peter Samu 08 · 2e Michael Hooper 07 · Lukhan Tui 06 · 42e 59e 68e Izack Rodda 05 · 59e 68e 77e Rory Arnold 04 · 48e Allan Alaalatoa 03 · 34e 72e Tatafu Polota-Nau 02 · 70e Scott Sio 01 · Remplaçants · 34e 72e Folau Fainga'a 16 · 70e Tom Robertson 17 · 48e Taniela Tupou 18 · 42e Rob Simmons 19 · 77e Ned Hanigan 20 · Joe Powell 21 · 62e Bernard Foley 22 · 69e Thomas Banks 23 · Entraîneur · Michael Cheika |  | Titulaires · 15 Willie le Roux · 14 Makazole Mapimpi 28e 34e · 13 Jesse Kriel · 12 Damian de Allende · 11 Aphiwe Dyantyi · 10 Elton Jantjies 65e · 09 Faf de Klerk · 08 Warren Whiteley 62e · 07 Pieter-Steph du Toit 62e · 06 Siya Kolisi · 05 Franco Mostert · 04 Eben Etzebeth 61e · 03 Frans Malherbe 58e · 02 Bongi Mbonambi 14e 35e · 01 Steven Kitshoff 58e · Remplaçants · 16 Malcolm Marx 35e · 17 Tendai Mtawarira 58e · 18 Wilco Louw 58e · 19 RG Snyman 61e · 20 François Louw 62e · 21 Embrose Papier · 22 Handre Pollard 65e · 23 Cheslin Kolbe 34e · Entraîneur · Johan Erasmus |

### 4ejournée
| Samedi 15 septembre 2018 | Nouvelle-Zélande | 34 - 36 (17-24) | Afrique du Sud | Westpac Stadium, Wellington Arbitre : Nigel Owens |
| Samedi 15 septembre 2018 | Essai(s) : 6 J. Barrett (5e), Smith (16e), Ioane (38e, 52e), Taylor (61e), Savea (74e) Transformation(s) : 2 B. Barrett (18e, 54e) |                 | Essai(s) : 5 Dyantyi (20e, 57e), Le Roux (25e), Marx (32e), Kolbe (42e) Transformation(s) : 4/5 Pollard (21e, 26e, 33e, 43e) Pénalité(s) : Pollard (40e+2) Carton(s) jaune(s) : Le Roux (67e) | Westpac Stadium, Wellington Arbitre : Nigel Owens |
| Samedi 15 septembre 2018 | |                 | | Westpac Stadium, Wellington Arbitre : Nigel Owens |

| Titulaires · 5e 59e Jordie Barrett 15 · Ben Smith 14 · 59e Anton Lienert-Brown 13 · Ryan Crotty 12 · 38e 52e Rieko Ioane 11 · Beauden Barrett 10 · 16e 50e Aaron Smith 09 · Kieran Read 08 · 69e Sam Cane 07 · 59e Liam Squire 06 · Scott Barrett 05 · Sam Whitelock 04 · 48e Owen Franks 03 · 61e 76e Codie Taylor 02 · 59e Karl Tu’inukuafe 01 · Remplaçants · 76e Liam Coltman 16 · 59e Tim Perry 17 · 48e Ofa Tu'ungafasi 18 · 59e Patrick Tuipulotu 19 · 69e 74e Ardie Savea 20 · 50e TJ Perenara 21 · 59e Jack Goodhue 22 · 59e Damian McKenzie 23 · Entraîneur · Steve Hansen |  | Titulaires · 15 Willie le Roux 25e 67e · 14 Jesse Kriel · 13 Lukhanyo Am 41e · 12 Damian de Allende 48e · 11 Aphiwe Dyantyi 20e 57e · 10 Handre Pollard · 09 Faf de Klerk · 08 Warren Whiteley · 07 Pieter-Steph du Toit · 06 Siya Kolisi 66e · 05 Franco Mostert · 04 Eben Etzebeth 51e · 03 Frans Malherbe 65e · 02 Malcolm Marx 32e 69e · 01 Steven Kitshoff 66e · Remplaçants · 16 Bongi Mbonambi 69e · 17 Tendai Mtawarira 66e · 18 Wilco Louw 65e · 19 RG Snyman 51e · 20 François Louw 66e · 21 Ross Cronjé · 22 Elton Jantjies 48e · 23 Cheslin Kolbe 41e 42e · Entraîneur · Johan Erasmus |

| Samedi 15 septembre 2018 | Australie                                                                                          | 19 - 23 (14-17) | Argentine | Cbus Super Stadium, Robina - Gold Coast Arbitre : John Lacey |
| Samedi 15 septembre 2018 | Essai(s) : 3 Genia (11e), Folau (19e), Haylett-Petty (55e) Transformation(s) : 2 Toomua (12e, 20e) |                 | Essai(s) : 2 Sanchez (15e), Delguy (36e) Transformation(s) : 2 Sanchez (16e, 37e) Pénalité(s) : 3 Boffelli (5e, 77e), Sanchez (48e) | Cbus Super Stadium, Robina - Gold Coast Arbitre : John Lacey |
| Samedi 15 septembre 2018 | |                 | | Cbus Super Stadium, Robina - Gold Coast Arbitre : John Lacey |

| Titulaires · 55e Dane Haylett-Petty 15 · 19e Israel Folau 14 · Reece Hodge 13 · 50e Matt Toomua 12 · 70e Marika Koroibete 11 · Kurtley Beale 10 · 11e 70e Will Genia 09 · 44e Peter Samu 08 · David Pocock 07 · Lukhan Tui 06 · 59e 68e Izack Rodda 05 · 47e 59e 68e Rory Arnold 04 · 30e 37e 53e Allan Alaalatoa 03 · 41e Tatafu Polota-Nau 02 · 59e Scott Sio 01 · Remplaçants · 41e Folau Fainga'a 16 · 59e Sekope Kepu 17 · 30e 37e 53e Taniela Tupou 18 · 47e Adam Coleman 19 · 44e Ned Hanigan 20 · 70e Nick Phipps 21 · 50e Bernard Foley 22 · 70e Jack Maddocks 23 · Entraîneur · Michael Cheika |  | Titulaires · 15 Emiliano Boffelli · 14 Bautista Delguy 36e · 13 Matías Moroni · 12 Jerónimo De La Fuente 75e · 11 Ramiro Moyano 33e · 10 Nicolas Sanchez 15e · 09 Gonzalo Bertranou · 08 Javier Ortega Desio · 07 Marcos Kremer 68e · 06 Pablo Matera · 05 Tomás Lavanini 25e 33e · 04 Guido Petti Pagadizábal 70e · 03 Santiago Medrano 68e · 02 Agustín Creevy 68e · 01 Nahuel Tetaz Chaparro 68e · Remplaçants · 16 Julián Montoya 68e · 17 Santiago García Botta 68e · 18 Juan Pablo Zeiss 68e · 19 Matías Alemanno 25e 33e 70e · 20 Juan Manuel Leguizamon 68e · 21 Martín Landajo · 22 Bautista Ezcurra 33e · 23 Juan Cruz Mallia 75e · Entraîneur · Mario Ledesma |

### 5ejournée
| Samedi 29 octobre 2018 | Afrique du Sud | 23 - 12 (20-12) | Australie                                                                  | Nelson Mandela Bay Stadium, Port Elizabeth Arbitre : Jérôme Garcès |
| Samedi 29 octobre 2018 | Essai(s) : 2 Dyantyi (1re), De Klerk (21e) Transformation(s) : 2/2 Pollard (2e, 22e) Pénalité(s) : 3 Pollard (34e, 40e+2, 46e) Carton(s) jaune(s) : Dyantyi (67e) |                 | Essai(s) : 2 Hodge (26e), Genia (29e) Transformation(s) : 1/4 Toomua (30e) | Nelson Mandela Bay Stadium, Port Elizabeth Arbitre : Jérôme Garcès |
| Samedi 29 octobre 2018 | |                 |                                                                            | Nelson Mandela Bay Stadium, Port Elizabeth Arbitre : Jérôme Garcès |

| Titulaires · Willie le Roux 15 · Cheslin Kolbe 14 · Jesse Kriel 13 · André Esterhuizen 12 · 1e 65e Aphiwe Dyantyi 11 · Handre Pollard 10 · 21e Faf de Klerk 09 · 45e Sikhumbuzo Notshe 08 · Pieter-Steph du Toit 07 · Siya Kolisi 06 · Franco Mostert 05 · 77e Eben Etzebeth 04 · 63e Frans Malherbe 03 · 70e Malcolm Marx 02 · 43e Tendai Mtawarira 01 · Remplaçants · 70e Bongi Mbonambi 16 · 43e Steven Kitshoff 17 · 63e Wilco Louw 18 · 77e RG Snyman 19 · 45e Marco van Staden 20 · Embrose Papier 21 · Elton Jantjies 22 · Damian Willemse 23 · Entraîneur · Johan Erasmus |  | Titulaires · 15 Dane Haylett-Petty · 14 Israel Folau · 13 Reece Hodge 26e · 12 Matt Toomua · 11 Marika Koroibete 32e · 10 Kurtley Beale · 09 Will Genia 29e 70e · 08 David Pocock · 07 Michael Hooper · 06 Ned Hanigan · 05 Adam Coleman 70e · 04 Izack Rodda 70e · 03 Taniela Tupou 50e · 02 Folau Fainga'a 63e · 01 Scott Sio 50e · Remplaçants · 16 Brandon Paenga-Amosa 63e · 17 Sekope Kepu 50e · 18 Allan Alaalatoa 50e · 19 Rory Arnold 70e · 20 Rob Simmons 70e · 21 Nick Phipps 70e · 22 Bernard Foley 59e · 23 Jack Maddocks 32e 59e · Entraîneur · Michael Cheika |

| Dimanche 30 septembre 2018 | Argentine | 17 - 35 (3-21) | Nouvelle-Zélande | Estadio José Amalfitani, Buenos Aires Arbitre : Mathieu Raynal |
| Dimanche 30 septembre 2018 | Essai(s) : 2 Cubelli (58e), Boffelli (68e) Transformation(s) : 2/2 Sánchez (59e, 68e) Pénalité(s) : Sánchez (6e) |                | Essai(s) : 5 Ioane (8e, 30e), Naholo (17e), Tuipulotu (55e), Lienert-Brown (73e) Transformation(s) : 5 B. Barrett (9e, 18e, 32e, 57e), Mo'unga (73e) Carton(s) jaune(s) : Williams (37e) | Estadio José Amalfitani, Buenos Aires Arbitre : Mathieu Raynal |
| Dimanche 30 septembre 2018 | |                | | Estadio José Amalfitani, Buenos Aires Arbitre : Mathieu Raynal |

| Titulaires · 68e 71e Emiliano Boffelli 15 · 34e Bautista Delguy 14 · Jerónimo De La Fuente 13 · 63e 71e Bautista Ezcurra 12 · Matías Moroni 11 · Nicolás Sánchez 10 · 51e Gonzalo Bertranou 09 · Javier Ortega Desio 08 · 71e Marcos Kremer 07 · Pablo Matera 06 · Tomás Lavanini 05 · 54e Guido Petti Pagadizábal 04 · 54e Ramiro Herrera 03 · 51e Agustín Creevy 02 · 58e Nahuel Tetaz Chaparro 01 · Remplaçants · 51e Julián Montoya 16 · 58e Juan Pablo Zeiss 17 · 54e Santiago Medrano 18 · 54e Matías Alemanno 19 · 71e Juan Manuel Leguizamon 20 · 51e 58e Tomás Cubelli 21 · 63e Matías Orlando 22 · 34e Sebastián Cancelliere 23 · Entraîneur · Mario Ledesma |  | Titulaires · 15 Ben Smith 59e · 14 Waisake Naholo 17e · 13 Ryan Crotty · 12 Sonny Bill Williams 37e 57e · 11 Rieko Ioane 8e 30e · 10 Beauden Barrett · 09 TJ Perenara 67e · 08 Ardie Savea · 07 Sam Cane · 06 Shannon Frizell 67e · 05 Scott Barrett · 04 Sam Whitelock 51e · 03 Ofa Tu'ungafasi 52e · 02 Codie Taylor 60e · 01 Karl Tu’inukuafe 57e · Remplaçants · 16 Nathan Harris 60e · 17 Tim Perry 57e · 18 Angus Ta'avao 52e · 19 Patrick Tuipulotu 51e 55e · 20 Jackson Hemopo 67e · 21 Aaron Smith 67e · 22 Richie Mo'unga 59e · 23 Anton Lienert-Brown 57e 73e · Entraîneur · Steve Hansen |

### 6ejournée
| Samedi 6 octobre 2018 | Afrique du Sud | 30 - 32 (6-6) | Nouvelle-Zélande | Loftus Versfeld Stadium, Pretoria Arbitre : Angus Gardner |
| Samedi 6 octobre 2018 | Essai(s) : 3 Kriel (44e), De Allende (52e), Kolbe (59e) Transformation(s) : 3/3 Pollard (45e, 53e, 60e) Pénalité(s) : 3 Pollard (4e, 13e, 48e) |               | Essai(s) : 4 Ioane (62e), Smith (70e), S. Barrett (76e), Savea (79e) Transformation(s) : 3/4 Mo'unga (55e, 76e, 80e) Pénalité(s) : 2 B. Barrett (26e, 36e) | Loftus Versfeld Stadium, Pretoria Arbitre : Angus Gardner |
| Samedi 6 octobre 2018 | |               | | Loftus Versfeld Stadium, Pretoria Arbitre : Angus Gardner |

| Titulaires · 66e Willie le Roux 15 · 59e Cheslin Kolbe 14 · 44e Jesse Kriel 13 · 52e 76e Damian de Allende 12 · Aphiwe Dyantyi 11 · Handre Pollard 10 · 73e Faf de Klerk 09 · 70e Francois Louw 08 · Pieter-Steph du Toit 07 · Siya Kolisi 06 · Franco Mostert 05 · 63e Eben Etzebeth 04 · 60e Frans Malherbe 03 · 73e Malcolm Marx 02 · 74e Steven Kitshoff 01 · Remplaçants · 73e Bongi Mbonambi 16 · 74e Tendai Mtawarira 17 · 60e Vincent Koch 18 · 63e RG Snyman 19 · 70e Sikhumbuzo Notshe 20 · 73e Embrose Papier 21 · 78e Elton Jantjies 22 · 66e Damian Willemse 23 · Entraîneur · Rassie Erasmus |  | Titulaires · 15 Ben Smith · 14 Waisake Naholo 51e · 13 Ryan Crotty · 12 Sonny Bill Williams 60e · 11 Rieko Ioane 62e · 10 Beauden Barrett · 09 Aaron Smith 54e 70e · 08 Kieran Read · 07 Sam Cane 36e · 06 Shannon Frizell 46e · 05 Scott Barrett 76e · 04 Sam Whitelock · 03 Owen Franks 46e · 02 Codie Taylor 70e · 01 Karl Tu’inukuafe 46e 70e 78e · Remplaçants · 16 Nathan Harris 70e · 17 Tim Perry 46e 70e 78e · 18 Ofa Tu'ungafasi 46e · 19 Patrick Tuipulotu 46e · 20 Ardie Savea 36e 79e · 21 TJ Perenara 70e · 22 Richie Mo'unga 51e · 23 Anton Lienert-Brown 60e · Entraîneur · Steve Hansen |

| Dimanche 7 octobre 2018 | Argentine | 34 - 45 (31-7) | Australie | Estadio Padre Ernesto Martearena, Salta Arbitre : Jaco Peyper |
| Dimanche 7 octobre 2018 | Essai(s) : 4 Matera (2e), Boffelli (4e), Orlando (27e), Iglesias (31e) Transformation(s) : 4/4 Sánchez (3e, 5e, 28e), Iglesias (32e) Pénalité(s) : 2 Iglesias (38e, 61e) |                | Essai(s) : 5 Hooper (14e), Rodda (44e), Haylett-Petty (51e, 66e), Pocock (64e) Transformation(s) : 5/5 Foley (15e, 45e, 53e, 66e, 67e) Pénalité(s) : Foley (75e) Carton(s) jaune(s) : Latu (77e) | Estadio Padre Ernesto Martearena, Salta Arbitre : Jaco Peyper |
| Dimanche 7 octobre 2018 | |                | | Estadio Padre Ernesto Martearena, Salta Arbitre : Jaco Peyper |

| Titulaires · 4e Emiliano Boffelli 15 · 67e Matías Moroni 14 · 27e Matías Orlando 13 · Jerónimo de la Fuente 12 · Ramiro Moyano 11 · 29e Nicolás Sánchez 10 · 59e Gonzalo Bertranou 09 · 67e Javier Ortega Desio 08 · Marcos Kremer 07 · 2e Pablo Matera 06 · 71e Tomás Lavanini 05 · Guido Petti Pagadizábal 04 · 52e Ramiro Herrera 03 · 52e Agustín Creevy 02 · 67e Nahuel Tetaz Chaparro 01 · Remplaçants · 52e Julián Montoya 16 · 67e Santiago García Botta 17 · 52e Santiago Medrano 18 · 71e Matías Alemanno 19 · 67e Juan Manuel Leguizamón 20 · 59e Tomás Cubelli 21 · 29e 31e Santiago González Iglesias 22 · Sebastián Cancelliere 23 · Entraîneur · Mario Ledesma |  | Titulaires · 15 Dane Haylett-Petty 51e 66e · 14 Israel Folau 48e · 13 Reece Hodge · 12 Kurtley Beale 75e · 11 Marika Koroibete · 10 Bernard Foley · 09 Will Genia 68e · 08 David Pocock 64e · 07 Michael Hooper 14e · 06 Ned Hanigan 78e · 05 Adam Coleman · 04 Izack Rodda 44e 72e · 03 Taniela Tupou 41e · 02 Folau Fainga'a 41e 78e · 01 Scott Sio 41e 73e · Remplaçants · 16 Tolu Latu 41e 77e · 17 Sekope Kepu 41e 73e · 18 Allan Alaalatoa 41e · 19 Rob Simmons 72e · 20 Caleb Timu · 21 Nick Phipps 68e · 22 Matt Toomua 75e · 23 Thomas Banks · Entraîneur · Michael Cheika |

## Statistiques

### Meilleurs marqueurs
| Rang | Joueur             | Équipe           | Essais |
| ---- | ------------------ | ---------------- | ------ |
| 1    | Beauden Barrett    | Nouvelle-Zélande | 5      |
| 1    | Aphiwe Dyantyi     | Afrique du Sud   | 5      |
| 1    | Rieko Ioane        | Nouvelle-Zélande | 5      |
| 4    | Nicolás Sánchez    | Argentine        | 4      |
| 5    | Emiliano Boffelli  | Argentine        | 3      |
| 5    | Bautista Delguy    | Argentine        | 3      |
| 5    | Will Genia         | Australie        | 3      |
| 5    | Dane Haylett-Petty | Australie        | 3      |
| 5    | Makazole Mapimpi   | Afrique du Sud   | 3      |
| 5    | Waisake Naholo     | Nouvelle-Zélande | 3      |
| 5    | Aaron Smith        | Nouvelle-Zélande | 3      |

### Meilleurs réalisateurs
| Rang | Joueur            | Équipe           | Points | Essais | Transf. | Pén. | Drops |
| ---- | ----------------- | ---------------- | ------ | ------ | ------- | ---- | ----- |
| 1    | Nicolás Sánchez   | Argentine        | 67     | 4      | 16      | 4    | 1     |
| 2    | Beauden Barrett   | Nouvelle-Zélande | 61     | 5      | 15      | 2    | 0     |
| 3    | Handré Pollard    | Afrique du Sud   | 47     | 0      | 13      | 7    | 0     |
| 4    | Aphiwe Dyantyi    | Afrique du Sud   | 25     | 5      | 0       | 0    | 0     |
| 4    | Rieko Ioane       | Nouvelle-Zélande | 25     | 5      | 0       | 0    | 0     |
| 6    | Richie Mo'unga    | Nouvelle-Zélande | 24     | 0      | 9       | 2    | 0     |
| 7    | Bernard Foley     | Australie        | 22     | 0      | 8       | 2    | 0     |
| 8    | Emiliano Boffelli | Argentine        | 21     | 3      | 0       | 2    | 0     |
| 8    | Matt Toomua       | Australie        | 21     | 1      | 5       | 2    | 0     |
| 10   | Reece Hodge       | Australie        | 16     | 2      | 0       | 2    | 0     |